# Liste von Wahlkommissionen
In der Liste von Wahlkommissionen sind die in den jeweiligen Staaten für die ordnungsgemäße Durchführung von Wahlen zuständigen Organisationen aufgeführt.

## Afrika
- Äthiopien: Nationale Wahlkommission Äthiopiens
- Elfenbeinküste: Unabhängige Wahlkommission (Elfenbeinküste)
- Gambia: Independent Electoral Commission (Gambia)
- Mosambik: Comissão Nacional de Eleições (Mosambik)
- Namibia: Namibische Wahlkommission
- São Tomé und Príncipe: Comissão Eleitoral Nacional (São Tomé und Príncipe)
- Sierra Leone: Electoral Commission for Sierra Leone
- Südafrika: Electoral Commission of South Africa

## Amerika

### Nordamerika
- Kanada: Chief Electoral Officer
- Mexiko: Instituto Federal Electoral
- Vereinigte Staaten: Federal Election Commission

### Südamerika
- Bolivien: Plurinational Electoral Organ
- Brasilien: Tribunal Superior Eleitoral
- Uruguay: Corte Electoral (Uruguay)

## Asien
- Afghanistan: Unabhängige Wahlkommission Afghanistans
- Indien: Election Commission of India
- Malaysia: Election Commission of Malaysia
- Pakistan: Election Commission of Pakistan
- Osttimor: Comissão Nacional de Eleições (Osttimor)
- Thailand: Wahlkommission Thailands
- Türkei: Hoher Wahlausschuss

## Europa
- Albanien: Zentrale Wahlkommission (Albanien)
- Deutschland: Bundes- und Europawahlen werden vom Bundeswahlausschuss und dessen -Leiter organisiert. Auf Länder- oder Kommunalebene sind die entsprechenden Landeswahlausschüsse und Landeswahlleiter zuständig.
- Irland: Returning Officer
- Litauen: Oberste Wahlkommission der Republik Litauen
- Niederlande: Kiesraad
- Österreich: Für bundesweite Wahlen ist die Bundeswahlbehörde zuständig.
- Portugal: Comissão Nacional de Eleições (Portugal)
- Russland: Zentrale Wahlkommission der Russischen Föderation
- Spanien: Junta Electoral Central
- Ukraine: Zentrale Wahlkommission der Ukraine
- Vereinigtes Königreich: The Electoral Commission

## Ozeanien
- Australien: Australian Electoral Commission